# La taberna fantástica
La taberna fantástica és una obra de teatre de Alfonso Sastre, escrita el 1966 i estrenada el 1985. Va ser editada per l'Editorial Càtedra el 1990.

## Argument
Després de la mort de la seva mare, Rogelio, el Rojo - en crida i cerca per matar a un guàrdia civil- es reuneix amb la seva colla de quinquis, joves delinqüents i desarrelats en la taverna de Luis, en un barri marginal madrileny. Allí l'ambient es va caldejant a mesura que els joves s'emborratxen. Conten les seves gestes, riuen i s'enreden en una refrega que acaba amb la mort de Rogelio, apunyalat per El Carburo. Després del succés, tots elogien al mort.

## Adaptacions
L'obra es va reestrenar l'11 de desembre de 2008 en el Teatre Valle-Inclán, a Madrid. El director va ser Gerardo Malla, l'escenògraf va ser Quim Roy i el repartiment estava conformat per Antonio de la Torre, Paco Casares, Carlos Marcet, Félix Fernández, Saturnino García, Celia Bermejo i Miguel Zúñiga.

### Versió cinematogràfica
La taberna fantástica es va estrenar el 1991, dirigida per Julián Marcos, amb música de José Luis Cid Aranda i el repartiment estava conformat per Rafael Álvarez "El Brujo", Agustín González, José Soriano, Germán Cobos, José María Cañete, Walter Vidarte, Maite Brik, Juan Luis Galiardo, Francisco Rabal, Antonio Gamero i Mariano Venancio.

## Premis
- Premio Nacional de Teatro, 1985.

## Enllaces externs
- La taberna fantástica a YouTube Representació al Círculo de Bellas Artes i emesa per TVE el 15 de febrer de 1988.